# گوهار گالستیان
گوهار آشوتی گالستیان (ارمنی: Գոհար Աշոտի Գալստյան؛ انگلیسی: Gohar Galstyan زادهٔ ۲۶ مهٔ ۱۹۶۴)، شاعر، نثرنویس و مترجم اهل ارمنستان است.

## زندگی‌نامه
وی در ۲۶ مه ۱۹۶۴ در ایروان به دنیا آمد و از دانشگاه ملی پلی‌تکنیک ارمنستان (۱۹۸۲–۱۹۸۷) فارغ‌التحصیل گشت. از سال ۲۰۰۴ عضو اتحادیه نویسندگان ارمنستان است. وی در موزه هنر و ادبیات چارنتس (از ۱۹۹۷) فعالیت کرده است. 